# 卢瓦尔河畔默恩城堡
卢瓦尔河畔默恩城堡（法語：Château de Meung-sur-Loire）是法国的一座前城堡和主教府，位于中央-盧瓦爾河谷大區卢瓦雷省奥尔良区卢瓦尔河畔默恩，毗邻教堂，曾是天主教奥尔良教区主教的乡间住所。历史上曾经数建数毁。现存最古老的部分可以追溯到12世纪，由玛纳斯·德塞格内莱主教（1207年到1221年）建造。矩形主楼仍然矗立，侧面有三座塔楼，第四座已经被摧毁。百年战争期间曾被英国人占据。后立面由弗勒里厄·德阿尔门维尔主教（1706年至1733年）重建，为古典主义建筑风格。在城堡的下面是地牢、小堂和各种中世纪的酷刑工具。
1988年，法国文化部将其列为法国历史遗迹，对公众开放。

## 历史
第一座城堡建于12世纪中叶。它包括一座正方形的塔楼，正对教堂钟楼的南面，在它南面还有两座圆形塔楼。在13世纪，奥尔良主教放弃了城堡，将其用作监狱，在囚犯中包括诗人维永。从1209年开始，开始建造一座更重要的城堡，矩形平面，每个角落都有一座塔楼。这座13世纪主教城堡现存的最后元素，包括警卫室、带有拱顶的下层大厅以及牢房。在百年战争期间，这座建筑变成了一座堡垒；1429年6月14日圣女贞德从英国人中夺取。在15世纪末和16世纪初，北面的建筑包括一座塔楼和一座吊桥。从法国宗教战争起，这座城堡被遗弃，直到18世纪初，阿门诺维尔的弗勒里厄主教将这座建筑改造成一座舒适的住宅。主楼的中央部分代之以一个“正院”（cour d'honneur）。立面的开口对称，以古典风格重新设计。塔楼的开口也同样改造，突堞消失。18世纪中叶，在东南部增加了一座楼，设有楼梯。1784年，小堂以新古典主义建筑风格建造，由弗朗索瓦·尼古拉斯·德莱斯特雕刻。院中的两个亭子和小堂是同时代的。
2016年巴黎时装周后不久，城堡举办了一场时装秀，庆祝，展示从古代到第一次世界大战的历史时装。